# Poly Styrene
Marianne Joan Elliott-Said (Bromley, 3 de juliol de 1957 - Sussex, 25 d'abril de 2011), coneguda pel nom artístic de Poly Styrene, va ser una cantautora britànica, vocalista de la banda de punk rock X-Ray Spex.

## Discografia en solitari

### Àlbums
- Translucence (United Artists, 1980)[3]
- Flower Aeroplane (2004)[4]
- Generation Indigo (Future Noise Music, 2011)[5][6]

### EPs
- God's & Godesses (Awesome, 1986)[7]

### Senzills
- "Silly Billy"/"What A Way" – com a Mari Elliot (GTO, 1976)[8]
- "Talk in Toytown"/"Sub Tropical" (United Artists, 1980)[9]
- "City of Christmas Ghosts" – Goldblade amb Poly Styrene (Damaged Goods, 2008)[10]
- "Black Christmas" (2010)[11]
- "Virtual Boyfriend" (2011)[12]
- "Ghoulish" (2011)